# Osas Destiny
Osas Destiny Onaiwu (1980), mais conhecido pelo seu nome atual sintetizado em Osas Destiny e anteriormente conhecido como Jamaica Boy, é um músico nigeriano radicado no Brasil.
Em 2000, aos 20 anos, namorava uma garota muçulmana, mas o relacionamento nunca foi aceito pelo pai dela, capitão do exército. Após a gravidez vir à tona, o pai obrigou a menina a fazer um aborto. A namorada de Destiny não resistiu ao procedimento e faleceu no hospital.
Em 2001, aos 21 anos, chegou ao porto de Santos, fugido das guerras de religião e carregado por um navio cargueiro.
Morou no Brasil ilegalmente até 2009, e nesse período chegou a ser extraditado para a Nigéria, por conta de sua condição irregular, mas depois organizou sua situação diplomática conseguindo seu visto com o apoio da banda Charlie Brown Jr. e dos músicos da banda Conexão Baixada, onde participou em vários shows até 2011, quando rompeu com a banda por uma discussão sobre direitos autorais. Foi convidado pelo vocalista do Charlie Brown Jr., Chorão, para gravar a faixa "Na Palma da Mão", do álbum Imunidade Musical, além de fazer ponta no filme O Magnata, produzido por Chorão.
Atualmente Osas vive no Paraná, no município de Piraquara, área bem arborizada e afastada do centro de Curitiba. Tem dois filhos e trabalha com direção de seu trabalho com o artista plástico/designer, Yuri Scavinski, que tem produção musical no vulgo de "Miguel Couto, Miguelitto". Existe a atual demotape de Osas, no YouTube que leva o título de When the Fire Start.

## Bandas
Ele participou ou participa das seguintes bandas:
- Reggae Island (2001 - 2009);[1]
- Conexão Baixada (2009 - 2011);[3]
- Octopus Experience, abandonou o vulgo "Jamaica Boy" para seu nome Original "Osas Destiny"(2011 - 2017).[4]
- UhuruSelector - Caê Traven deejay - Echo Gralha SoundSystem (2017 - atualmente)
- Sweet Sativa Dub atual banda de apoio de Curitiba, qual toca do disco When the Fire Start